# Brissopsinae
De Brissopsinae zijn een onderfamilie van de Brissidae, een familie van zee-egels uit de orde Spatangoida.

## Geslachten
- Brissalius Coppard, 2008
- Brissopsis L. Agassiz, 1840